# PZL
PZL (Państwowe Zakłady Lotnicze - Empresa de Aviação Estatal) foi o principal fabricante polonês de produtos aeroespaciais do Período entreguerras, baseado em Varsóvia, funcionando entre 1928 e 1939. A abreviação foi subsequentemente - a partir do final dos anos 1950 -  usado como marca de aeronaves e como parte de diversos nomes de fabricantes de aeronaves estatais poloneses em referência à tradição da PZL, pertencendo à Zjednoczenie Przemysłu Lotniczego i Silnikowego PZL - União de Insdústrias de Aeronaves e Motores. Após a queda do comunismo na Polônia em 1989, esses fabricantes se separaram, mas ainda compartilhando o nome PZL. No caso da PZL-Mielec, a abreviação significa Państwowe Zakłady Lotnicze - Empresa de Aviação Estatal.

## Histórico

### PZL (1928 a 1939)

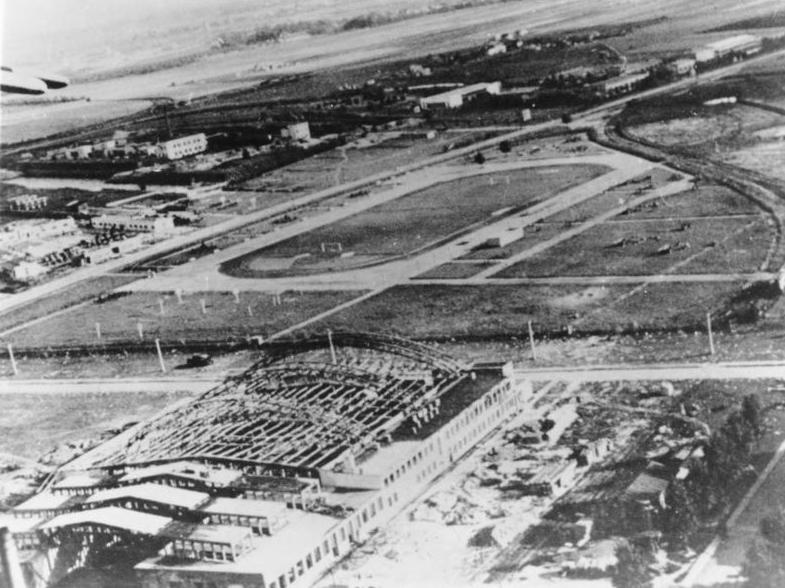
Fábrica em Varsóvia da PZL em Dezembro de 1939

A PZL - Państwowe Zakłady Lotnicze (Empresa de Aviação Estatal) foi fundada em Varsóvia em 1928 como uma empresa estatal, e foi baseada na antiga CWL (Centralne Warsztaty Lotnicze) - Empresa Central de Aviação. A primeira aeronave a ser produzida foi uma versão sob licença de um caça francês, o Wibault 70, mas a partir de então a companhia decidiu produzir exclusivamente seus próprios modelos. Na próxima década Zygmunt Puławski projetou uma série de caças modernos de asa alta, completamente de metal: PZL P.1, P.6, P.7 e P.11. Os dois últimos modelos foram utilizados como caças básicos na Força Aérea Polaca a partir de 1933. A última versão, PZL P.24, desenvolvido após a morte de Puławski em um acidente aéreo, foi exportado para quatro países. A PZL também produziu em massa um bombardeiro leve, PZL.23 Karaś, e um bombardeiro médio moderno, PZL.37 Łoś, além de construir pequenos números de aviões desportivos, tais como (PZL.5, PZL.19, PZL.26), e também uma aeronave leve de observação (PZL Ł.2) e desenvolveu protótipos de aeronaves para passageiros. No final da década de 1930, a companhia também desenvolveu diversos protótipos de caças modernos, bombardeiros e aeronaves para transporte comercial, o PZL.44 Wicher. Entretanto, a Segunda Guerra Mundial não permitiu que tais aviões entrassem em produção. A PZL foi a maior fabricante pré-guerra polonesa.
Em 1934, a principal fabricante em Varsóvia foi nomeada PZL WP-1 (Wytwórnia Płatowców 1 - Airframe Works 1) em Okęcie, distrito de Varsóvia. Uma nova divisão PZL WP-2 foi construída em Mielec nos anos de 1938-1939, mas a produção estava apenas começando quando surtou a Segunda Guerra Mundial. Uma divisão fabricante de motores, PZL WS-1 localizada em Warsaw-Okęcie (Wytwórnia Silników - Engine Works 1), produziu principalmente motores licenciados da Bristol, tais como o Bristol Pegasus e o Bristol Mercury. A fábrica WS-1 era antes conhecida como Polskie Zakłady Skody, divisão Polonesa da Škoda Works, e foi nacionalizada e renomeada em 1936. Em 1937-1939 uma nova divisão de motores, PZL WS-2, foi construída em Rzeszów.

### Situação pós-guerra
Durante a Segunda Guerra Mundial, a indústria aeronáutica polonesa foi completamente destruída. O governo comunista pós-guerra da Polônia queria quebrar todas as conexões com a Polônia como era[carece de fontes?]: desde então, a partir do final da década de 1940 o nome PZL parou de ser utilizado, e novas fabricantes aeroespaciais foram nomeadas WSK (Wytwórnia Sprzętu Komunikacyjnego - Fábrica de Equipamentos de Comunicação). Sob influência soviética, a economia centralizada não permitiu a criação de novos projetos por uma década e apenas no final da década de 1950, no fim do período stalinista (1956), a marca PZL voltou a desenhar novas aeronaves. A ZPLiS PZL - Zjednoczenie Przemysłu Lotniczego i Silnikowego PZL - União das Indústrias de Aeronaves e Motores PZL, que englobou todas as indústrias aeroespaciais estatais, foi criada, mas só conseguiu alguma autonomia econômica a partir de 1973. Ela consistia em 19 fábricas, um instituto de pesquisas e o Centro de Comércio Exterior Pezetel - CHZ Pezetel, que representava todas as indústrias aeroespaciais polonesas nos outros países ("Pezetel" é a pronúncia da sigla PZL em polonês). Consequentemente, nos anos de 1970 algumas fábricas WSK também incorporaram a abreviatura PZL em seus nomes. Após a queda do comunismo na Polônia em 1989, esses fabricantes se separaram, mas ainda compartilhando o nome PZL.

## Fábricas

### PZL "Warszawa-Okęcie"
A principal fabricante PZL WP-1 em Varsóvia foi destruída durante a Segunda Guerra Mundial, a maior parte durante a evacuação alemã em 1944. Em 1946, o Escritório de Construção CSS (Centralne Studium Samolotów - Estudos Centrais de Aeronaves) foi implantada. Como a fábrica foi reconstruída, foi renomeada em 1950 como WSK Nº 4, e em 1956 como WSK-Okęcie. No início produziu versões licenciadas de aeronaves soviéticas e aeronaves projetadas por outras companhias polacas. De 1958 começou a produzir seus próprios modelos com a marca PZL, iniciando com o PZL-101 Gawron e também o PZL MD-12. Esta fábrica desenvolveu principalmente aeronaves desportivas, para treinamento e utilitárias. Os modelos mais conhecidos são: o utilitário PZL-104 Wilga, que foi produzido em grande escala, mais do que qualquer outra aeronave polaca; e o agrícola PZL-106 Kruk. Durante os anos de 1970 a fábrica adotou o nome WSK "PZL Warszawa-Okęcie", que após a queda do sistema comunista foi alterado em 1989 para PZL Warszawa-Okęcie. Em 2001 a companhia foi comprada pela espanhola EADS CASA e desde então tem sido conhecida como EADS PZL Warszawa-Okęcie SA.

### WSK PZL-Mielec / PZL Mielec
A fábrica PZL WP2 em Mielec se tornou parte da Heinkel durante a ocupação alemã na Polônia. Após a guerra, a fábrica, foi antes nomeada PZL No.1, depois em 1949 WSK-Mielec, e mais tarde WSK "PZL-Mielec", se tornando a maior produtora de aeronaves polonesa após a guerra. Fabricou principalmente aeronaves soviéticas sob licença, como o Antonov An-2 e caças como o MiG-15 (como Lim-1 e Lim-2) e o MiG-17 (conhecidos como Lim-5 e Lim-6). Também chegou a produzir a aeronave para treinamento à pistão projetada na Polônia TS-8 Bies e o jato TS-11 Iskra, além do PZL M-15 Belphegor o único avião agrícola a jato e o avião a jato mais lento do mundo. Um grande número de aeronaves foram exportadas, a maioria para a ex-União Soviética. De 1970 em diante produziu principalmente seus próprios desenvolvimentos de aeronaves civis licenciadas, os mais conhecido são o avião agrícola M-18 Dromader, que foi exportado para vários países, e o avião de transporte leve PZL M-28 Skytruck/Bryza. Em 1998 a fábrica estatal WSK PZL-Mielec faliu e foi incorporada na empresa, também do governo, Polskie Zakłady Lotnicze Sp.z o.o. (Fábrica de Aviação Polonesa) (PZL Mielec).
No dia 16 de Março de 2007, a PZL Mielec foi comprada pela Sikorsky, uma unidade da United Technologies Corporation (UTX). Até os dias de hoje são produzidos o M-18 e o M-28.

### WSK "PZL-Świdnik"
Em 1951 uma terceira fábrica aeroespacial nacional, WSK-Świdnik, foi construída em Świdnik, e em 1957 foi renomeada para WSK "PZL-Świdnik". Desde 1956 se tornou uma das maiores fabricantes de helicópteros do mundo, produzindo helicópteros sob licença Soviética, iniciando com o SM-1 (Mil Mi-1). Świdnik foi o principal montador do Mi-1 e produtor exclusivo do Mil Mi-2, que foi vastamente utilizado ao redor do mundo. Desde o final da década de 1980, Świdnik vinha produzindo um helicóptero médio de projeto polonês, o PZL W-3 Sokół. Também produzia um helicóptero leve, o PZL SW-4 Puszczyk. Após 1991 a fábrica estatal se tornou uma corporação, alterando seu noe para (WSK "PZL-Świdnik" SA). Também chegou a produzir os planadores SZD-30 Pirat, PW-5 e o PW-6 e coopera largamente com fabricantes de outros países, como exemplo, na fabricação das fuselagem dos Agusta A109.
No começo de 2010 a corporação foi adquirida pela AgustaWestland.

### PZL-Bielsko
O fabricante de planadores SZD (Szybowcowy Zakład Doświadczalny - Fábrica de Planadores Experimentais) foi criado em Bielsko-Biała em 1948 e mais tarde, na década de 1990, renomeado para PZL-Bielsko. É o principal produtor polonês de planadores e seus produtos são exportados para muitos países. Entretanto, na maior parte de sua história, não carregou consigo o nome PZL. Atualmente é conhecido como Allstar PZL Glider Sp.z o.o. (desde 2002).

### WSK "PZL-Kalisz"
Em 1952 o fabricante de motores WSK-Kalisz foi criado. Produziu principalmente motores soviéticos sob licença, primeiro os motores à pistão (o Shvetsov ASh-82 e o Ivchenko AI-14) e mais tarde, motores a jato (como o Klimov VK-1). Também produziu motores à pistão de projeto polonês, como o WN-3 e outros equipamentos. Em Outubro de 1996 teve seu nome alterado para WSK "PZL-Kalisz" e se tornou uma corporação (SA).

### WSK "PZL Warszawa II"
A WSK Warszawa II foi criada em 1952 na cidade de Varsóvia como fabricante de peças para aeronaves e equipamentos militares. Em 1995 deixou de ser uma estatal e se tornou uma corporação, com o nome WSK "PZL Warszawa II" SA.

## Lista de aeronaves projetadas ou produzidas pela PZL
| PZL (antes de 1939)                        | PZL (antes de 1939)                                                     |
| ------------------------------------------ | ----------------------------------------------------------------------- |
| PZL P.1                                    | monomotor, protótipo de caça, asa alta, 1929/-                          |
| PZL Ł.2                                    | monomotor, aeronave de observação, asa alta, 1929/1930                  |
| PZL.4                                      | trimotor, protótipo de passageiros, asa alta, 1932/-                    |
| PZL.5                                      | monomotor, desportivo, biplano, 1930/1931                               |
| PZL P.6                                    | monomotor, protótipo de caça, asa alta, 1930/-                          |
| PZL P.7                                    | monomotor, caça, asa alta, 1930/1932                                    |
| PZL P.11                                   | monomotor, caça, asa alta, 1931/1934                                    |
| PZL.19                                     | monomotor, desportivo, asa baixa, 1932/-                                |
| PZL.23 Karaś                               | monomotor, bombardeiro leve, asa baixa, 1934/1936                       |
| PZL P.24                                   | monomotor, caça, asa alta, 1933/1936                                    |
| PZL.26                                     | monomotor, desportivo, asa baixa, 1934/-                                |
| PZL.27                                     | trimotor, protótipo de passageiros, asa alta, 1934/-                    |
| PZL.30 Żubr                                | bimotor, bombardeiro médio, asa alta, 1936/1938                         |
| PZL.37 Łoś                                 | bimotor, bombardeiro médio, asa baixa, 1936/1938                        |
| PZL.38 Wilk                                | bimotor, protótipo de caça pesado, asa baixa, 1938/-                    |
| PZL.43                                     | monomotor, bombardeiro leve, asa baixa, desenvolvido a partir do PZL.23 |
| PZL.44 Wicher                              | bimotor, protótipo de passageiros, asa baixa, 1938/-                    |
| PZL.45 Sokół                               | monomotor, protótipo de caça, asa baixa, -/-                            |
| PZL.46 Sum                                 | monomotor, protótipo de bombardeiro leve, asa baixa, 1938/-             |
| PZL.48 Lampart                             | bimotor, protótipo de caça pesado, asa baixa, -/-                       |
| PZL.49 Miś                                 | bimotor, protótipo de bombardeiro médio, asa baixa, -/-                 |
| PZL.50 Jastrząb                            | monomotor, protótipo de caça, asa baixa, 1939/-                         |
| PZL.53 Jastrząb II                         | monomotor, projeto de caça, asa baixa, -/-                              |
| PZL.54 Ryś                                 | bimotor, protótipo de caça pesado, asa baixa, -/-                       |
| PZL.55                                     | monomotor, projeto de caça, asa baixa, -/-                              |
| PZL.56 Kania                               | monomotor, projeto de caça, asa baixa, -/-                              |
| CSS -> WSK-Okęcie -> PZL "Warszawa-Okęcie" |                                                                         |
| CSS-13                                     | monomotor, biplano multi-tarefa, 1948 (licença do Polikarpov Po-2)      |
| LWD Junak                                  | monomotor, avião de asa baixa para treinamento, 1948/1951               |
| Jak-12                                     | monomotor, multi-tarefa de asa alta, 1956 (licença do Yakovlev Yak-12)  |